# Fountains of Wayne
Fountains of Wayne war eine US-amerikanische Indie-Rockband, die 1995 gegründet und 2013 aufgelöst wurde.

## Geschichte

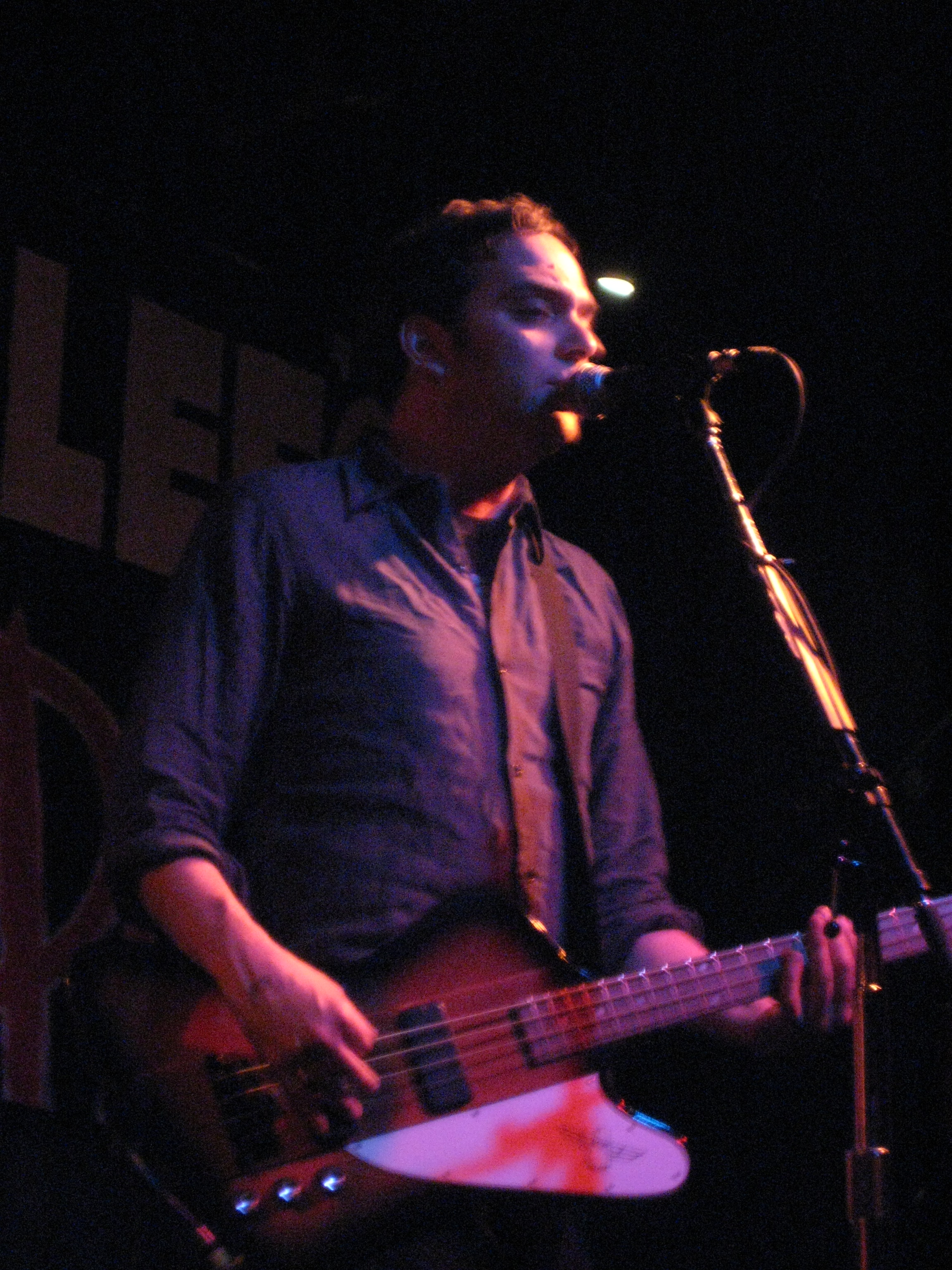
Adam Schlesinger

Die Band wurde von Adam Schlesinger und Chris Collingwood gegründet. Die beiden lernten sich auf dem College kennen und spielten bald zusammen in wechselnden Bands. Zwischenzeitlich gingen sie getrennte Wege, trafen sich aber Mitte der 1990er Jahre wieder und gründeten Fountains of Wayne. Ein Demotape brachte ihnen schließlich einen Vertrag mit Atlantic Records ein. 1996 veröffentlichten sie ihr Debütalbum, ebenfalls Fountains of Wayne genannt. Zwei Singles, Radiation Vibe und Sink to the Bottom, wurden relativ erfolgreiche Radio-Hits. Aber erst der Titelsong That Thing You Do! des gleichnamigen Films brachte den Durchbruch: Schlesingers Song wurde mit einer Oscar-Nominierung und einem Gold-Zertifikat der RIAA gewürdigt.
Zusammen mit Gitarrist Jody Porter und Schlagzeuger Brian Young gingen die beiden auf Welt-Tournee, häufig als Begleitband für Interpreten wie den Smashing Pumpkins, den Lemonheads und andere.
Nachdem vom Debütalbum etwa 125.000 Exemplare verkauft worden waren, kam 1999 ein neues Album mit dem Titel Utopia Parkway heraus, benannt nach einer Straße auf Long Island, New York. Das Album ging in Richtung Konzeptalbum und handelte vom Leben in heutigen suburbanen Vierteln. Das Album bekam wohlwollende Kritiken. Allerdings verkaufte es sich wie sein Vorgänger eher schleppend, auch die Singles wurden nicht zum Hit. Die Band ging wieder auf ausgedehnte Tour, aber die Verstimmungen zwischen ihr und dem Label nahmen zu, als das Management es nicht verstand, die Single Troubled Times erfolgreich zu promoten. Ende 1999 kündigte Atlantic den Vertrag.
Die Band löste sich erst einmal auf, ihre Zukunft schien unsicher. Schlesinger fand Arbeit als Songwriter und Produzent und schrieb an vielen Songs des Films Josie and the Pussycats mit. Er produzierte außerdem Alben für Verve Pipe, David Meade und They Might Be Giants.
Ab dem Jahr 2001 fand die Band langsam wieder zusammen. Aufnahmen für ein Cover des Kinks-Songs Better Things für das Tribute-Album This Is Where I Belong: Songs of Ray Davies and the Kinks und andere Projekte brachten schließlich genug Geld, um ein neues Album aufzunehmen.
2003 unterschrieb die Band bei S-Curve Records, einem Tochterunternehmen von Virgin Records, und veröffentlichten das Album Welcome Interstate Managers. Das Album wurde ein Überraschungshit und verkaufte sich einigermaßen gut. Die veröffentlichte Single Stacy’s Mom bekam das Gold-Zertifikat der RIAA. Der folgenden Single Mexican Wine erging es wegen eines kontrovers diskutierten Videos – der Refrain „… think i’ll have another glass of Mexican Wine“ wurde von Kindern gesungen – weniger gut. Die dritte Single, Hey Julie, brachte es wieder zu etwas Airplay.
Im Juni 2005 veröffentlichten Fountains of Wayne auf dem Album Out-of-State Plates eine Sammlung mit allen bis dahin erschienenen B-Seiten, bislang unveröffentlichten Liedern und den beiden neuen Stücken The Girl I Can’t Forget und Maureen. Letzteres erschien auch als Promo-Single, war somit zwar im amerikanischen Radio zu hören, aber nicht käuflich zu erwerben.
Tell Me What You Already Did vom Soundtrack zum Film Robots schaffte es sogar auf die Liste der 42 Lieder, die 2006 für eine Oscar-Nominierung in Frage kamen. Allerdings kam es nicht zu einer Nominierung.
Am 3. April 2007 erschien das fünfte Album Traffic and Weather. Im Jahre 2009 gaben Fountains of Wayne einige Konzerte, während derer sie neue Songs ihres nächsten Albums spielten. Nach Aussage von Bandmitglied Chris Collingwood war das Album bereits fertiggestellt, doch da die Band keinen Plattenvertrag vorweisen konnte, blieb das Werk zunächst unveröffentlicht. Erst 2011 erschien das Album dann mit dem Titel Sky Full of Holes.
2013 gingen Fountains of Wayne getrennte Wege. Als Grund für die Trennung wurde in Interviews mehrfach die für die Band schwierige Arbeit am letzten Studioalbum angeführt. Zurückgeführt wurde dies hauptsächlich auf Collingwoods persönliche Probleme und seine Alkoholsucht, deretwegen er sich bereits Jahre zuvor in Behandlung gegeben hatte, und Differenzen mit Bandkollege Adam Schlesinger.

## Bandname
Der Name der Band wurde übernommen von einem Baumarkt für Gartenbrunnen in Wayne, New Jersey, nicht weit von Montclair, der Heimatstadt des Bassisten und Mitgründers der Band, Adam Schlesinger.
In diesem Baumarkt wurde eine Episode der Fernsehserie Die Sopranos gedreht, was bei den Fans der Band dazu führte, diesen Baumarkt kultisch zu verehren.

## Diskografie

### Studioalben
| Jahr | Titel                       | Höchstplatzierung, Gesamtwochen, AuszeichnungChartplatzierungen (Jahr, Titel, Platzierungen, Wochen, Auszeichnungen, Anmerkungen) | Höchstplatzierung, Gesamtwochen, AuszeichnungChartplatzierungen (Jahr, Titel, Platzierungen, Wochen, Auszeichnungen, Anmerkungen) | Anmerkungen                           |
| Jahr | Titel                       | UK | US | Anmerkungen                           |
| ---- | --------------------------- | --- | --- | ------------------------------------- |
| 1996 | Fountains of Wayne          | UK67 (1 Wo.)UK | — | Erstveröffentlichung: 1. Oktober 1996 |
| 1999 | Utopia Parkway              | — | — | Erstveröffentlichung: 6. April 1999   |
| 2003 | Welcome Interstate Managers | — | US115 (28 Wo.)US | Erstveröffentlichung: 10. Juni 2003   |
| 2007 | Traffic and Weather         | — | US97 (2 Wo.)US | Erstveröffentlichung: 3. April 2007   |
| 2011 | Sky Full of Holes           | — | US37 (2 Wo.)US | Erstveröffentlichung: 20. Juli 2011   |

### Kompilationen
| Jahr | Titel               | Höchstplatzierung, Gesamtwochen, AuszeichnungChartsChartplatzierungen (Jahr, Titel, Platzierungen, Wochen, Auszeichnungen, Anmerkungen) | Anmerkungen                         |
| Jahr | Titel               | US | Anmerkungen                         |
| ---- | ------------------- | --- | ----------------------------------- |
| 2005 | Out-of-State Plates | US168 (1 Wo.)US | Erstveröffentlichung: 28. Juni 2005 |

### Singles
| Jahr | Titel Album                             | Höchstplatzierung, Gesamtwochen, AuszeichnungChartplatzierungen (Jahr, Titel, Album, Platzierungen, Wochen, Auszeichnungen, Anmerkungen) | Höchstplatzierung, Gesamtwochen, AuszeichnungChartplatzierungen (Jahr, Titel, Album, Platzierungen, Wochen, Auszeichnungen, Anmerkungen) | Anmerkungen                              |
| Jahr | Titel Album                             | UK | US | Anmerkungen                              |
| ---- | --------------------------------------- | --- | --- | ---------------------------------------- |
| 1996 | Radiation Vibe Fountains of Wayne       | UK32 (2 Wo.)UK | — | Erstveröffentlichung: Oktober 1996       |
| 1997 | Sink to the Bottom Fountains of Wayne   | UK42 (2 Wo.)UK | — | Erstveröffentlichung: März 1997          |
| 1997 | Survival Car Fountains of Wayne         | UK52 (2 Wo.)UK | — | Erstveröffentlichung: 14. Juli 1997      |
| 1997 | Barbara H. Fountains of Wayne           | UK94 (1 Wo.)UK | — | Erstveröffentlichung: 29. September 1997 |
| 1997 | I Want an Alien for Christmas –         | UK36 (2 Wo.)UK | — | Erstveröffentlichung: 8. Dezember 1997   |
| 1999 | Denise Utopia Parkway                   | UK57 (2 Wo.)UK | — | Erstveröffentlichung: 22. Februar 1999   |
| 1999 | Red Dragon Tattoo Utopia Parkway        | UK78 (1 Wo.)UK | — | Erstveröffentlichung: 10. Mai 1999       |
| 2003 | Stacy’s Mom Welcome Interstate Managers | UK11 ×2Doppelplatin · (9 Wo.)UK | US21 Gold · (17 Wo.)US | Erstveröffentlichung: 29. September 2003 |
| 2004 | Hey Julie Welcome Interstate Managers   | UK57 (2 Wo.)UK | — | Erstveröffentlichung: März 2004          |

Weitere Singles
- 1998: Leave the Biker
- 1999: Troubled Times
- 2000: The Valley of Malls
- 2004: Mexican Wine
- 2005: Maureen
- 2007: Someone to Love
- 2007: 92 Subaru
- 2011: The Summer Place
- 2011: Richie and Ruben
- 2011: Someone’s Gonna Break Your Heart

### Videoalben
- 2009: No Better Place: Live in Chicago

### Samplerbeiträge
- 1997: Too Much Scratchie Makes You Itch
(Titel Karpet King, auch zu finden auf der Single Radiation Vibe, dem Album Out-of-State Plates sowie der japanischen Version des Albums Fountains of Wayne.)
- 2000: International Pop Overthrow Volume 3
(Titel California Sex Lawyer, auch zu finden auf dem Album Out-of-State Plates.)
- 2002: This Is Where I Belong: The Songs of Ray Davis and The Kinks
(Titel Better Things, eine Coverversion des gleichnamigen Liedes der Kinks, auch zu finden auf dem Soundtrack The Manchurian Candidate – Original Sound Track.)
- 2004: Grammy Nominees 2004
(Titel Stacy's Mom, auch zu finden auf der gleichnamigen Single sowie auf dem Album Welcome Interstate Managers.)
- 2004: Future Soundtrack for America
(Titel Everything's Ruined (Acoustic Version), auch zu finden auf der japanischen Version des Albums Out-of-State Plates. Eine alternative Version des Liedes Everything's Ruined vom Album Fountains of Wayne.)

### Soundtrackbeiträge
- 2000: Scary Movie – Original Sound Track
(Exklusiver Titel Too Cool For School.)
- 2002: Insomnia – Original Sound Track
(Titel Hackensack, auch zu finden auf dem Album Welcome Interstate Managers.)
- 2003: Cheaper by the Dozen – Original Sound Track
(Exklusiver Titel Help, eine gekürzte Coverversion des gleichnamigen Liedes der Beatles. Offensichtlich ist der Soundtrack nie im Handel erschienen. Das Lied ist somit ausschließlich im Film zu hören.)
- 2004: The Manchurian Candidate – Original Sound Track
(Titel Better Things, eine Coverversion des gleichnamigen Liedes der Kinks, auch zu finden auf der Kompilation This is Where I Belong: The Songs of Ray Davis and The Kinks.)
- 2005: Robots – Original Sound Track
(Exklusiver Titel Tell Me What You Already Did.)
- 2005: American Dreams
(Soundtrack zur gleichnamigen NBC-Serie. Exklusiver Titel Bus Stop, eine Coverversion des gleichnamigen Liedes der Hollies.)
- 2005: Wild X-Mas
(Soundtrack zum Spielfilm, Titel Hackensack vom Album Welcome Interstate Managers.)

## Auszeichnungen für Musikverkäufe
| Goldene Schallplatte - Australien - 2003: für die Single Stacy’s Mom | Platin-Schallplatte - Neuseeland - 2021: für die Single Stacy’s Mom |

Anmerkung: Auszeichnungen in Ländern aus den Charttabellen bzw. Chartboxen sind in ebendiesen zu finden.
| Land/RegionAuszeichnungen für Musikverkäufe (Land/Region, Auszeichnungen, Verkäufe, Quellen) | Gold     | Platin     | Verkäufe  | Quellen          |
| -------------------------------------------------------------------------------------------- | -------- | ---------- | --------- | ---------------- |
| Australien (ARIA)                                                                            | Gold1    | —          | 35.000    | aria.com.au      |
| Neuseeland (RMNZ)                                                                            | —        | Platin1    | 30.000    | radioscope.co.nz |
| Vereinigte Staaten (RIAA)                                                                    | Gold1    | —          | 500.000   | riaa.com         |
| Vereinigtes Königreich (BPI)                                                                 | —        | 2× Platin2 | 1.200.000 | bpi.co.uk        |
| Insgesamt                                                                                    | 2× Gold2 | 3× Platin3 |           |                  |